# Gadila aberrans
Gadila aberrans är en blötdjursart som först beskrevs av Whiteaves 1887.  Gadila aberrans ingår i släktet Gadila och familjen Gadilidae. Inga underarter finns listade i Catalogue of Life.